# 應力集中

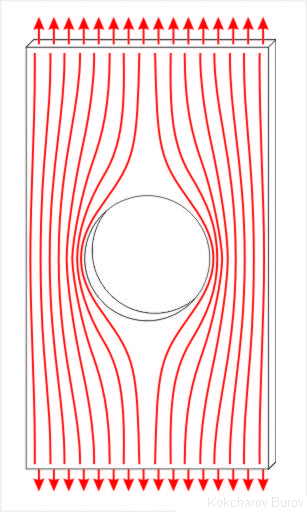
圓孔周圍的力流動（紅色曲線）與流場中的流線類似。 曲線之間的間距在孔側是最小的，反映了應力集中。

應力集中是應力在物體中的局部產生顯著升高的現象。在物體中的幾何不連續（不平滑）導致了局部應力場強度的提升。最大應力往往超過屈服極限使應力的重新分配，所以實際的最大應力常低於彈性力學計算出的理論峰值。

## 應力集中的發生
1.幾何不連續性。
2.施加載荷的不連續性。
3.材料的不連續性。

## 研究進程
1898年，E.G Kirsch 首先發現圓形缺孔附近有應力集中狀況。1913年，C.E. Inglis 計算出橢圓形附近的應力集中，為線彈性斷裂力學理論跨出新的一步。
1920年，A. A. Griffith 進一步基於能量的分析，開創了斷裂力學的領域。應力集中由許多因子所組成，1953年，Peterson首次出版"Stress Concentration Design Factors"，為設計階段提供估算應力集中係數的方法。